# Фтороборна кислота
Фтороборна кислота, фтористоборна кислота або тетрафторборна кислота (архаїчно фтоборна кислота) — неорганічна сполука зі спрощеною хімічною формулою H+[BF4]−. На відміну від інших сильних кислот, як сульфатна кислота (H2SO4) або перхлоратна кислота (HClO4), у чистому виді (та що не містить розчинників) фтороборна кислота (точніше, чистий гідроген тетрафторборат) не існує. Термін «фтороборна кислота» відноситься до ряду хімічних сполук залежно від розчинника. H+ у спрощеній формулі фтороборної кислоти являє собою сольватований протон. Розчинником може бути будь-яка відповідна основа Льюїса. Наприклад, якщо розчинником є вода, фтороборна кислота може бути представлена формулою [H3O]+[BF4]− (тетрафторборат оксонію), хоча реалістичніше, кілька молекул води сольватують протон: [H(H2O)n]+[BF4]−. Сольват діетилового ефіру також комерційно доступний, де фтороборна кислота може бути представлена формулою [H((CH3CH2)2O)n]+[BF4]−, де n, швидше за все, дорівнює 2.
Вона в основному виробляється як прекурсор інших фторборатних солей. Це сильна кислота. Фтороборна кислота є корозійною та роз'їдає шкіру. Вона комерційно доступна у вигляді розчину у воді та інших розчинниках, таких як діетиловий ефір. Це сильна кислота зі слабко координуючою, неокислюваною сполученою основою.  Вона структурно подібна до перхлоратної кислоти, але не має шкідливих факторів, пов'язаних з окислювачами.

## Структура і виробництво
Чиста фторборна кислота описана як «неіснуюча сполука», оскільки очікується, що так званий "голий протон" буде відривати фтор від іона тетрафторборату з утворенням фтороводню та трифториду бору:
 H+[BF4]− → HF + BF3
Те ж саме стосується суперкислот, які відомі за спрощеними формулами H[PF6] і H[SbF6]. Однак розчин трифториду бору у фтороводні є висококислотним, має приблизний вид [H2F]+[BF4]− (фтороній тетрафторборат), функція кислотності Гаммета дорівнює -16,6 при 7 моль % трифториду бору, можна його легко кваліфікувати як суперкислоту. Хоча і без розчинників фтороборна кислота не відділена, її сольвати добре охарактеризовані. Ці солі складаються з протонованого розчинника як катіона, наприклад, H3O+ або H5O+2 так і аніона, тетраедричний BF−4. Аніон і катіони міцно пов'язані водневими зв'язками.

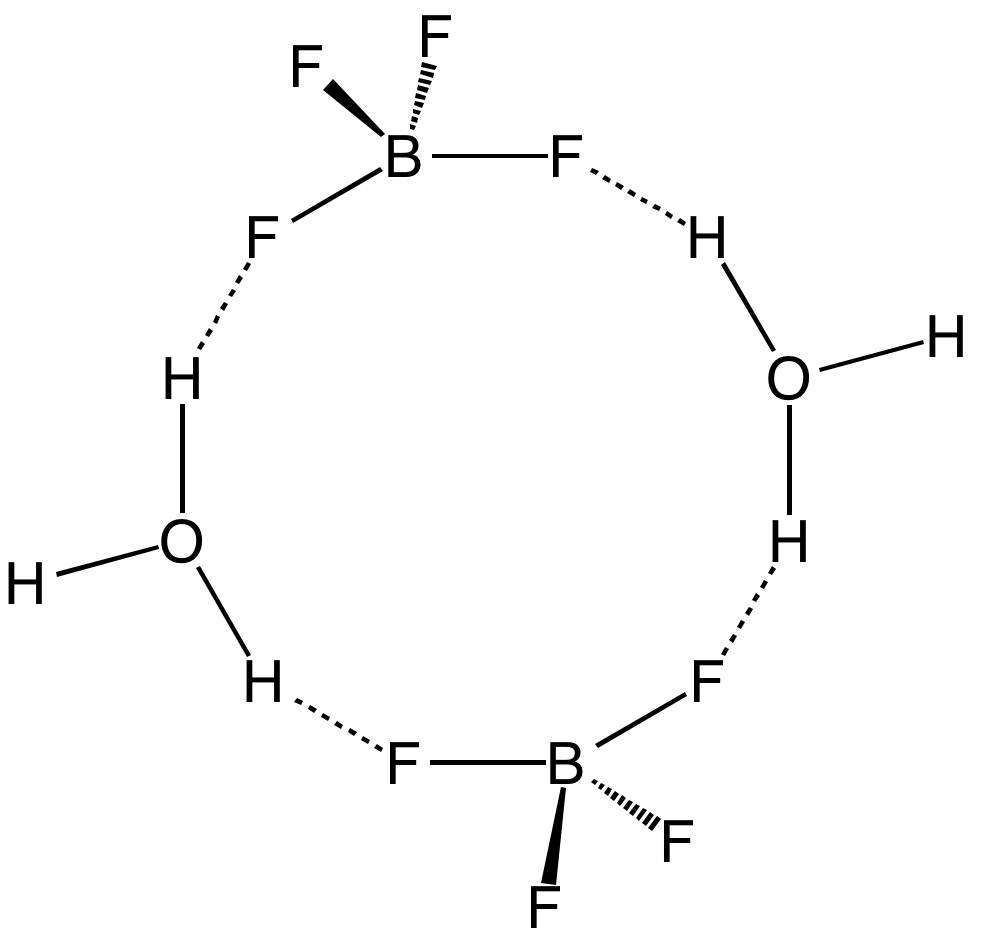
Субодиниця кристалічної структури [H3O]+[BF4]− виділяє водневий зв’язок між катіоном та аніоном

Водні розчини фтороборної кислоти отримують шляхом розчинення борної кислоти у водному розчині флуоридної кислоти. Три еквіваленти фтороводню реагують з утворенням проміжного трифториду бору, а четвертий дає фторборну кислоту:
 B(OH)3 + 4HF → H3O+ + BF−4 + 2H2O
Безводні розчини можна одержати обробкою водного розчину фтороборної кислоти оцтовим ангідридом.

### Кислотність
Кислотність фтороборної кислоти ускладнюється тим фактом, що її назва відноситься до ряду різних сполук, напр. [H(CH3CH2)2O]+[BF4]− (диметилоксоній тетрафторборат), [H3O]+[BF4]− (тетрафторборат оксонію) або HF·BF3 (аддукт фтороводню–трифтористого бору 1:1) і кожна з різною кислотністю. pKa у водному розчині вказано як –0,44. Титрування [N((CH2)3CH3)4]+[BF4]− (тетрафторборат тетрабутиламонію) в розчині ацетонітрилу вказує на те, що фтороборна кислота, в даному випадку аддукт фтороводню-трифториду бору має pKa 1,6 у цьому розчиннику. Її кислотність, таким чином, порівнянна з кислотністю фторсульфонової кислоти.

## Додатки
Фтороборна кислота є основним прекурсором фторборатних солей, які зазвичай отримують шляхом обробки оксидів металів фторборною кислотою. Неорганічні солі є проміжними продуктами у виробництві вогнезахисних матеріалів і фритт для глазурування, а також у електролітичному утворенні бору. Фтороборна кислота також використовується для гравірування алюмінію та кислотного травлення.

### Органічна хімія
Фтороборна кислота (H[BF4]) використовується як каталізатор алкілування і полімеризації. У реакціях захисту вуглеводів ефірна фторборна кислота є ефективним і економічно вигідним каталізатором реакцій трансацеталізації та ізопропіліденування. Розчини ацетонітрилу розщеплюють ацеталі та деякі прості ефіри. Багато реакційноздатних катіонів було отримано з використанням фтороборної кислоти, напр. тетрафторборат тропілію (C7H7+[BF4]−), тетрафторборат трифенілкарбенію (Ph3C]+[BF4]−), тетрафторборат триетилоксонію (Et3O]+[BF4]−) і тетрафторборат бензолдіазонію ([PhN2]+[BF4]−).

### Гальваніка
Розчин фтороборної кислоти використовуються в гальваніці олова та олов’яних сплавів. У цьому застосуванні метансульфонова кислота витісняє використання фтороборної кислоти. Фтороборна кислота також використовується для високошвидкісного гальванічного покриття міді у фторборатних ваннах.

## Безпека
Фтороборна кислота токсична та роз'їдає шкіру та очі. Вона роз'їдає скло. Вона гідролізується, вивільняючи корозійний, летючий фтороводень.

## Інші фтороборні кислоти
Відомий ряд фтороборних кислот у водних розчинах. Ряд можна представити так:
- H+[B(OH)4]− (Гідроген тетрагідроксиборат) (Не є фтороборною кислотою);
- H+[BF(OH)3]− (Гідроген фтор(тригідрокси)борат);
- H+[BF2(OH)2]− (Гідроген дифтор(дигідрокси)борат);
- H+[BF3(OH)]− (Гідроген трифтор(гідрокси)борат);
- H+[BF4]− (Гідроген тетрафторборат)

## Дивись також
- Фторсульфатна кислота
- Фторантимонова кислота

## Подальше читання
- Albert, R.; Dax, K.; Pleschko, R.; Stütz, A. E. (1985). Tetrafluoroboric acid, an efficient catalyst in carbohydrate protection and deprotection reactions. Carbohydrate Research. 137: 282—290. doi:10.1016/0008-6215(85)85171-5.
- Bandgar, B. P.; Patil, A. V.; Chavan, O. S. (2006). Silica supported fluoroboric acid as a novel, efficient and reusable catalyst for the synthesis of 1,5-benzodiazepines under solvent-free conditions. Journal of Molecular Catalysis A: Chemical. 256 (1–2): 99—105. doi:10.1016/j.molcata.2006.04.024.
- Heintz, R. A.; Smith, J. A.; Szalay, P. S.; Weisgerber, A.; Dunbar, K. R. (2002). Homoleptic Transition Metal Acetonitrile Cations with Tetrafluoroborate or Trifluoromethanesulfonate Anions. Inorganic Syntheses. Т. 33. с. 75—83. doi:10.1002/0471224502. ISBN 9780471208259.
- Meller, A. (1988). Boron. Gmelin Handbook of Inorganic Chemistry. Т. 3. New York: Springer-Verlag. с. 301—310.
- Perry, D. L.; Phillips, S. L. (1995). Handbook of Inorganic Compounds (вид. 1st). Boca Raton: CRC Press. с. 1203. ISBN 9780849386718.
- Wamser, C. A. (1948). Hydrolysis of Fluoboric Acid in Aqueous Solution. Journal of the American Chemical Society. 70 (3): 1209—1215. doi:10.1021/ja01183a101.
- Wilke-Dörfurt, E.; Balz, G. (1927). Zur Kenntnis der Borfluorwasserstoffsäure und ihrer Salze. Zeitschrift für Anorganische und Allgemeine Chemie. 159 (1): 197—225. doi:10.1002/zaac.19271590118.

## Зовнішні посилання
- Fluoroboric Acid ICSC: 1040. INCHEM.

Шаблон:Сполуки бору